# Il Quarto Stato
Il Quarto Stato, signifiant littéralement « le Quart-État » (expression qui, en écho à celle de tiers état, se réfère au "Quatrième ordre" évoqué à la veille de la Révolution française par Louis Pierre Dufourny de Villiers qui exigeait que la population la plus pauvre soit représentée aux états généraux aux côtés du clergé, de la noblesse et du tiers état, est une peinture célèbre effectuée par Giuseppe Pellizza da Volpedo en 1901. Ce « quart état » est censé représenter les pauvres, les ouvriers, les paysans, les artisans, les indigents, alors que le tiers état (la bourgeoisie) a été le grande bénéficiaire des conquêtes de la Révolution.

## Maturation de l’œuvre
L'œuvre, qui est centrée sur les luttes sociales dans le monde du travail, se conforme essentiellement à la technique divisionniste qui caractérise le style pictural du peintre. Elle est l'aboutissement d’une longue recherche commencée en 1892, à travers un premier tableau et plusieurs dessins préparatoires dont les intitulés témoignent du cheminement de l’artiste : Ambasciatori della fame (Les Ambassadeurs de la faim), Sciopero (La Grève), La fiumana (Le Fleuve en crue), Il cammino dei lavoratori (Le Chemin des travailleurs), jusqu'au titre de l’œuvre définitive, Il Quarto Stato.
Elle est exposée au Galleria d’arte moderna di Milano, puis désormais au museo del Novecento. Une version antérieure est exposée à la pinacothèque de Brera, à Milan également.
Le tableau est utilisé comme fond pour le générique de début du film 1900 de Bernardo Bertolucci. Centré sur la tête de l'homme du premier plan, un lent zoom arrière finit en montrant l'ensemble du tableau.